# Arbeidsomstandighedenregeling
De Arbeidsomstandighedenregeling (of kortweg Arboregeling) maakt deel uit van de Nederlandse Arbeidsomstandighedenwetgeving. In de Arboregeling staat de uitwerking van sommige onderdelen uit het Arbeidsomstandighedenbesluit. Dit zijn dan specifieke bepalingen zoals de taken van de arbodienst of de keuring van hijskranen. Ook zijn hier nadere bepalingen te vinden over bijvoorbeeld apparatuur, meubilair en programmatuur.